# Краснодарська печера
Краснодарська печера (рос. Краснодарская) — печера в Башкортостані, Росія. Печера вертикального типу простягання. Загальна протяжність — 115 м. Глибина печери становить 75 м. Категорія складності проходження ходів печери — 1. Печера відноситься до Кутукського підрайону Бельсько-Нугуського району Південної області Західноуральської спелеологічної провінції.